# Hervé Alicarte
Hervé Alicarte, né le 7 octobre 1974 à Perpignan, est un footballeur français. Il évolue au poste de libéro ou d'arrière gauche du milieu des années 1990 au milieu des années 2000.
Formé au Montpellier HSC, il évolue ensuite aux Girondins de Bordeaux avec qui il remporte le championnat de France en 1999. Après avoir porté les couleurs du Toulouse FC, de l'AC Ajaccio et du Servette FC, il termine sa carrière au Nîmes Olympique.
Il est champion du monde militaire en 1995 et compte deux sélections en équipe de France B. Son frère ainé, Bruno Alicarte, est lui aussi footballeur professionnel.

## Biographie
Hervé Alicarte commence le football au Perpignan FC où il joue jusqu'en minimes puis joue au FC Canet 66. Il rejoint en même temps que son frère, Bruno, le centre de formation du Montpellier HSC. Il fait ses débuts en équipe première lors de la 15e journée de la saison 1994-1995 dans un match opposant le MHSC au Paris SG. Titulaire au coup d'envoi de cette rencontre disputée au Parc des Princes et perdue trois à un, il est remplacé à la 75e minute par Christophe Sanchez. Gaucher exclusif, Roger Lemerre le retient, ainsi que son coéquipier Jean-Christophe Rouvière, pour disputer en septembre 1995, à Rome, la Coupe du monde militaire. Les Français l'emporte en finale face à l'Iran sur le score de un à zéro,. Il devient un élément important de l'équipe première du MHSC en 1996 en évoluant au poste de libéro ou d'arrière gauche puis s'impose comme titulaire en défense centrale, aux côtés de Thierry Laurey, la saison suivante.
Hervé Alicarte est transféré en 1998 aux Girondins de Bordeaux où il forme la charnière centrale avec Niša Saveljić. Le club bordelais est en fin de saison sacré champion de France. Ses bonnes performances en club lui ouvre les portes de l'équipe de France B. Le sélectionneur Guy Stéphan le retient pour disputer le 19 janvier une rencontre face à la Croatie B et il entre en jeu à la 76e minute de la rencontre, remportée deux à zéro, en remplacement de Jérôme Bonnissel. Un mois plus tard, il est titulaire au poste de latéral gauche contre la Belgique B, les Français remportent la rencontre sur le score de deux à un.
En fin de saison suivante, ses relations avec l'entraineur Élie Baup deviennent tumultueuses à la suite de sa non-titularisation pour la demi-finale de la coupe de France face au Calais RUFC. Le retour d'Alain Roche dans le club bordelais en 2000 lui font perdre sa place dans l'effectif et, en décembre, il est prêté au Toulouse FC qui est alors 18e du classement. Il dispute neuf rencontres sous le maillot toulousain qui, en fin de saison, est relégué en division 2. De retour aux Girondins, il ne dispute que cinq rencontres de championnat et, en 2002, il est prêté à l'AC Ajaccio, promu en division 1. Il dispute vingt-deux rencontres avec l'équipe corse dont il devient le capitaine.
Après une nouvelle saison comme remplaçant chez les Girondins, Hervé Alicarte dispute neuf rencontres avant de rejoindre en 2004 le club suisse du Servette FC présidé par Marc Roger. Le club suisse se retrouve en faillite en février 2005 et Hervé Alicarte retourne alors dans son club formateur, le Montpellier HSC, qui l’accueille pour qu'il puisse s'entrainer. Après un an sans club, il s'engage en janvier 2006 avec le Nîmes Olympique alors en National. Après deux saisons dans le club nîmois, il met un terme à sa carrière professionnelle en 2007.
Il retourne alors dans son tout premier club, le Perpignan Canet Football Club, club de division d'Honneur du Languedoc-Roussillon dont il devient entraîneur-joueur en octobre 2008. Il occupe ce poste jusqu'au printemps 2010.

## Palmarès
- Champion de France en 1999 avec les Girondins de Bordeaux.
- Finaliste du trophée des champions en 1999 avec les Girondins de Bordeaux.

- Champion du monde militaire en 1995 avec l'équipe de France militaire.
- Deux sélections en équipe de France B en 1999.

## Statistiques
Le tableau ci-dessous résume les statistiques en match officiel d'Hervé Alicarte durant sa carrière de joueur professionnel,.
| Saison                | Club                  | Championnat           | Championnat | Championnat | Coupe nationale | Coupe nationale | Coupe de la Ligue | Coupe de la Ligue | Compétition(s) continentale(s) | Compétition(s) continentale(s) | Compétition(s) continentale(s) | Trophée des champions | Trophée des champions | Sélection | Sélection | Sélection | Total | Total |
| Saison                | Club                  | Division              | M.          | B.          | M.              | B.              | M.                | B.                | Comp.                          | M.                             | B.                             | M.                    | B.                    | Équipe    | M.        | B.        | M.    | B.    |
| 1994-1995             | Montpellier HSC       | Division 1            | 8           | 1           | 1               | 0               | 2                 | 0                 | -                              | -                              | -                              | -                     | -                     | -         | -         | -         | 11    | 1     |
| 1995-1996             | Montpellier HSC       | Division 1            | 9           | 2           | 2               | 0               | -                 | -                 | -                              | -                              | -                              | -                     | -                     | -         | -         | -         | 11    | 2     |
| 1996-1997             | Montpellier HSC       | Division 1            | 17          | 1           | 4               | 0               | 1                 | 0                 | C3                             | 1                              | 0                              | -                     | -                     | -         | -         | -         | 23    | 1     |
| 1997-1998             | Montpellier HSC       | Division 1            | 25          | 3           | 1               | 1               | 2                 | 0                 | CI                             | 8                              | 3                              | -                     | -                     | -         | -         | -         | 36    | 7     |
| 1998-1999             | Girondins de Bordeaux | Division 1            | 29          | 2           | -               | -               | 1                 | 0                 | C3                             | 7                              | 1                              | -                     | -                     | France B  | 2         | 0         | 39    | 3     |
| 1999-2000             | Girondins de Bordeaux | Division 1            | 27          | 5           | 3               | 0               | 2                 | 0                 | C1                             | 9                              | 0                              | 1                     | 0                     | -         | -         | -         | 42    | 5     |
| juil-déc 2000-2001    | Girondins de Bordeaux | Division 1            | 2           | 0           | -               | -               | -                 | -                 | -                              | -                              | -                              | -                     | -                     | -         | -         | -         | 2     | 0     |
| déc-juin 2000-2001    | Toulouse FC (prêt)    | Division 1            | 8           | 0           | -               | -               | 1                 | 0                 | -                              | -                              | -                              | -                     | -                     | -         | -         | -         | 9     | 0     |
| 2001-2002             | Girondins de Bordeaux | Division 1            | 5           | 0           | -               | -               | 1                 | 0                 | -                              | -                              | -                              | -                     | -                     | -         | -         | -         | 6     | 0     |
| 2002-2003             | AC Ajaccio (prêt)     | Ligue 1               | 22          | 2           | -               | -               | -                 | -                 | -                              | -                              | -                              | -                     | -                     | -         | -         | -         | 22    | 2     |
| 2003-2004             | Girondins de Bordeaux | Ligue 1               | 9           | 1           | -               | -               | 1                 | 0                 | C3                             | 3                              | 0                              | -                     | -                     | -         | -         | -         | 13    | 1     |
| juil-jan 2004-2005    | Servette FC           | Super League          | 4           | 0           | -               | -               | -                 | -                 | C3                             | 1                              | 1                              | -                     | -                     | -         | -         | -         | 5     | 1     |
| jan-juin 2005-2006    | Nîmes Olympique       | National              | 16          | 5           | -               | -               | -                 | -                 | -                              | -                              | -                              | -                     | -                     | -         | -         | -         | 16    | 5     |
| 2006-2007             | Nîmes Olympique       | National              | 23          | 5           | -               | -               | -                 | -                 | -                              | -                              | -                              | -                     | -                     | -         | -         | -         | 23    | 5     |
| Total sur la carrière | Total sur la carrière | Total sur la carrière | 204         | 27          | 11              | 1               | 11                | 0                 | -                              | 29                             | 5                              | 1                     | 0                     | -         | 2         | 0         | 258   | 33    |